# 远勤山
远勤山（1968年3月—），山西盐湖人，中华人民共和国企业家，大运九州集团董事长。2018年，被评为改革开放40年百名杰出民营企业家。